# 김성수 (1952년)
김성수(金盛壽, 1952년 10월 11일 ~ )는 대한민국의 제5·6·7대 부산광역시 금정구의원이다.

## 학력
- 부산산업대학교 산업공학과 학사
- 경성대학교 대학원 무역학과 석사
- 경성대학교 대학원 경영학과 석사

## 경력
- 금정구 새마을지회장
- 김화공업고등학교 교사
- 2006.07 ~ 2010.06 제5대 부산광역시 금정구의회 의원
- 2006.07 ~ 2008.07 제5대 부산광역시 금정구의회 전반기 사회도시위원회 위원
- 2008.07 ~ 2010.06 제5대 부산광역시 금정구의회 후반기 사회도시위원회 위원
- 2010.07 ~ 2014.06 제6대 부산광역시 금정구의회 의원
- 2010.07 ~ 2012.07 제6대 부산광역시 금정구의회 전반기 의장
- 2012.07 ~ 2014.06 제6대 부산광역시 금정구의회 후반기 기획총무위원회 위원
- 2014.07 ~ 2018.03 제7대 부산광역시 금정구의회 의원
- 2014.07 ~ 2016.07 제7대 부산광역시 금정구의회 전반기 주민도시위원회 위원
- 2016.07 ~ 2018.03 제7대 부산광역시 금정구의회 후반기 기획총무위원회 위원
- 2019.04 ~ 2021.04 부산 금정구 서동 새마을금고 이사장
- 2025.03 부산 금정구 서동 새마을금고 이사장 후보

## 역대 선거 결과
|  | 38.24% |

|  | 33.72% |

|  | 44.29% |

|  | 48.45% |